# Maurice Philip Remy
Maurice Philip Remy (* 1962 in München) ist ein deutscher Dokumentarfilmer, Regisseur, Drehbuchautor, Fernsehproduzent und Autor vor allem zu zeitgeschichtlichen Themen wie der Zeit des Nationalsozialismus.

## Leben und Wirken
Remy studierte Kommunikationswissenschaften und arbeitete dann in der Öffentlichkeitsarbeit für das Volkstheater München und als freier Journalist unter anderem für „Stern“ und „Die Zeit“. Er ging danach zum Fernsehen und wurde Redakteur und Aufnahmeleiter, Drehbuchautor und Regisseur. Zunächst in Unterhaltungssendungen wie „Vorsicht Kamera“, „Halli Galli“, „Verstehen Sie Spaß?“, später in Dokumentarfilmen. 1994 gründete er eine eigene Produktionsgesellschaft, die MPR Film und Fernseh Produktion GmbH. Er pflegt für seine Dokumentarfilme umfangreiche Recherchen, oft mit einem internationalen Stab von Mitarbeitern, durchzuführen. Teilweise gelang es ihm, neue Dokumente ausfindig zu machen, so bei seinen Recherchen zu Erwin Rommel oder dem Bernsteinzimmer.
Ab 1994 arbeitete er mit Guido Knopp zusammen, unter anderem an dessen TV-Serien „Hitler – eine Bilanz“ (1995), „Hitlers Helfer“, darin über Martin Bormann. Bekannt wurde er durch Dokumentarfilme wie über das Bernsteinzimmer, den Untergang der „Wilhelm Gustloff“  oder den „Mythos Rommel“ (2002, drei Teile). Von ihm stammt auch ein TV-Film über die angebliche Zarentochter Anastasia, den militärischen Widerstand gegen Hitler („Offiziere gegen Hitler“, 2004, drei Teile), die „Hitlertagebücher“, den Vatikan („Vatikan – die Macht der Päpste“, drei Teile, 1997, über Johannes XXIII., Pius I., Johannes Paul I.) und eine sechsteilige Serie über den Holocaust (2000). Seine Dokumentationen über den Holocaust und Rommel wurden an zahlreiche ausländische TV-Anstalten verkauft.  2008 schrieb er das Drehbuch beim Fernsehfilm „Mogadischu“ über die Entführung der Lufthansa-Maschine „Landshut“ im Herbst 1977. Der Film erhielt 2009 die Goldene Kamera als bester deutscher Fernsehfilm.
In seiner Fernsehserie „Ein ehrenwertes Haus“ von 1998 spielte er auch als Schauspieler mit.

## Schwabinger Kunstfund
2013 produzierte Remy einen Film über den Fall  des Kunstsammlers Cornelius Gurlitt (Der seltsame Herr Gurlitt, arte), bekannt geworden als Schwabinger Kunstfund. Dieser Film wurde von Ira Mazzoni in der Süddeutschen Zeitung kritisiert, weil Remy sich darin zum Fürsprecher des Kunsthändlers Hildebrand Gurlitt und seines Sohnes Cornelius mache. Hildebrand Gurlitt habe nach Darstellung der modernen Kunsthistorie in der Zeit des Nationalsozialismus mit Raubkunst gehandelt. Remy zeigte in der TV-Dokumentation auf, dass von den 1280 beschlagnahmten Grafiken und Gemälden nur ein „halbes Dutzend“ Raubkunst sei – bisher sind 14 von 1280 Werken eindeutig als Raubkunst nachgewiesen. Mazzoni warf Remy vor, den „als Nazi-Kunsthändler diffamierten“ Hildebrand Gurlitt entlasten zu wollen. Den genaueren Befund erforscht seit 2013 eine Arbeitsgruppe unter Leitung der Verwaltungsjuristin und vormaligen Amtsleiterin beim  Beauftragten für Kultur und Medien Ingeborg Berggreen-Merkel. Die wenigen und zweifelhaften Ergebnisse in dem im Januar 2016 veröffentlichten Abschlussbericht kritisierte Remy. Die von der Beauftragten der Bundesregierung für Kultur und Medien, Staatsministerin Monika Grütters, für Herbst 2016 angekündigte Ausstellung von Bildern der Sammlung verletze nach seiner Ansicht die Rechte von Uta Werner, die im Rechtsstreit um das Erbe Gurlitt liegt.
Im Jahre 2017 erschien seine Dokumentation „Der Fall Gurlitt. Die wahre Geschichte über Deutschlands größten Kunstskandal“. In dem 560 Seiten umfassenden Werk spürte er der Geschichte der Sammlung des Hildebrand Gurlitt nach und wies die Ergebnisse mit über 2000 Textbelegen nach. Er beurteilte dabei den  Abschlussbericht der 2013 eingesetzten „Taskforce zur Provenienzforschung“  als „blamabel“. „In über zwei Jahren und mit dem Einsatz von über zwei Millionen Euro waren insgesamt fünf Raubkunstbilder ... ausgemacht worden“. Vier davon seien als solche bereits vor dem Aktivwerden der Taskforce bekannt gewesen, und nur „ein einziges Bild, die Zeichnung Inneres einer gotischen Kirche von Adolph von Menzel“ habe die Taskforce eigenständig identifiziert.

## Schriften (Auswahl)
Monographien
- Mythos Rommel. List Verlag, München 2002, ISBN 3-471-78572-8.
- Mythos Bernsteinzimmer. List Verlag, München 2003, ISBN 3-471-78579-5. (Auch: Tosa Verlag, Wien 2006, ISBN 3-902478-29-2)[5]
- Der Fall Gurlitt. Die wahre Geschichte über Deutschlands größten Kunstskandal. Europa-Verlag, Berlin u. a. 2017, ISBN 978-3-95890-185-8.[6]

## Filme (Auswahl)
- Das Bernsteinzimmer: Ende einer Legende. NDR Hamburg 1990.
- 30. Januar 1945. Der Tag, an dem die "Gustloff" sinkt. NDR FS NDS 1993.
- Anastasia – Zarentochter oder Hochstaplerin? NDR 1995.
- Die Hitlertagebücher. ZDF-Serie 1996.[7]
- Vatikan – Die Macht der Päpste – Papst Johannes XXIII. und der Aufbruch (Regie), 1997.
- Holokaust. Sechsteilige Serie, ZDF 2000.
- Mythos Rommel. ARD-Dreiteiler 2002.
- Dimension PSI. Sechsteilige Wissenschaftsreportage, ARD 2003.
- Offiziere gegen Hitler. ARD 2007.
- Mogadischu (Drehbuchautor). ARD, ORF 2 2008.
- Der seltsame Herr Gurlitt. Arte 2013.[8]
- Sondervorgang MeToo ARD/RBB 2021.[9]